# Platycnemis dealbata
Platycnemis dealbata е вид водно конче от семейство Platycnemididae. Видът не е застрашен от изчезване.

## Разпространение
Разпространен е в Азербайджан, Армения, Афганистан, Грузия, Израел, Индия (Джаму и Кашмир), Йордания, Ирак, Иран, Ливан, Пакистан, Русия (Дагестан), Сирия, Таджикистан, Туркменистан, Турция и Узбекистан.